# Magnus Jespersen
Johan Peter Magnus Bohn-Jespersen, född 20 maj 1833 på Store Kannikegård i Bodilsker socken (nära Nexø) på Bornholm, död 19 januari 1917 i Nykøbing Falster, var en dansk geolog och skolman.
Efter skolgång i Rønne studerade Jespersen från 1849 vid Polyteknisk Læreanstalt i Köpenhamn och tog 1854 examen i tillämpad naturvetenskap. Han innehade därefter olika tekniska tjänster, vid ett tegelbruk i Slesvig, vid Sorthat stenkolgruva på Bornholm, vid Köpenhamns vattenverk under tunnelbyggnaden under hamnen samt som kvarnägare på Jylland. Efter en utlandsresa 1857 inträdde han året därpå i skolväsendet som adjunkt vid Rønne högre realskola (sedermera statsskola). År 1881 överflyttade han till latinskolan i Nykøbing på Falster, där han 1886 blev överlärare.
I programmen från de två skolorna och i olika danska och utländska tidskrifter skrev Jespersen ett icke ringa antal artiklar om Bornholms geologi. Särskilt kan nämnas hans Liden geognostisk vejviser paa Bornholm (1865) och En skitse af Sorthat Kulværk (1866). Han inledde beskrivningen av öns geotekniska förhållanden, men det var främst genom sin avsevärda lokalkännedom som hans skrifter fick ett bestående värde. Han hade stora förväntningar på det av honom upptäckte fosforitskiktet vid Madsegrav på nämnda ö. Danska staten företog dock en provbrytning först 1918, vilken upphörde efter ett par år. 